# Přádelna

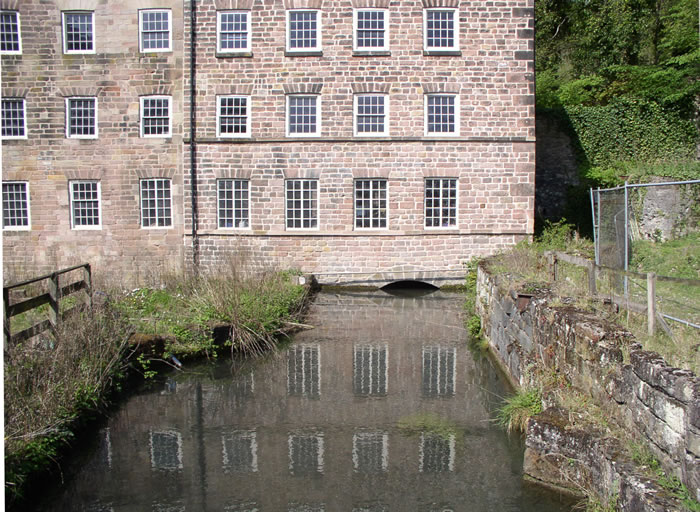
Nejstarší přádelna na světě v anglickém Cromfordu: Část budovy z roku 1771 s přítokem pro vodní kolo

Přádelna je mechanizovaný, průmyslově organizovaný provoz, který se zabývá výrobou příze z tzv. staplových textilních vláken.

## Z historie výroby příze
Příze se až do konce 18. století vyráběly s pomocí jednoduchých nástrojů (kolovrat) s jedním vřetenem, na které se navíjela hotová příze. Práce se prováděla v jednotlivých domácnostech, předením se zabývaly zpravidla ženy. Asi od 14. století pracovaly většinou ve mzdě pro faktory, kteří jim dodávali vlákennou surovinu a odebírali od nich hotovou přízi. 
Soustředění výroby do větších celků začalo teprve po vynálezu dopřádacího stroje (zpočátku se 4 vřeteny, později s několika desítkami na stroj).
V roce 1769 si dal Angličan Arkwright patentovat svůj stroj waterframe a v roce 1771 spolu se dvěma investory nechal v Cromfordu (v blízkosti Derby) postavit pětipodlažní budovu (s kovovou nosnou konstrukcí), ve které umístil vedle svých dopřádacích strojů také sklad surovin (především bavlny) a (jeho vynález z roku 1775) víčkové mykací stroje. Stroje byly poháněny vodním kolem. V přádelně bylo zaměstnáno více než 1000 dělníků (z toho 60 % děti). Továrna v Cromfordu je považována za první přádelnu na světě. Pro tento nový útvar se začalo asi v roce 1785 používat označení cotton mill. (České slovo přádelna bylo známé už dříve, ale jako označení továrny na přízi se začalo používat spolu s většinou technických výrazů teprve asi od poloviny 19. století.)
Arkwrightova továrna se stala vzorem pro podnikání v textilním oboru. V roce 1784 byla otevřena první přádelna vlny, a v roce 1787 (ve Skotsku) první lnářská přádelna.
Na evropském kontinentě byla jako první v provozu v roce 1783 přádelna bavlny v německém Ratingenu,  které následovaly v letech 1797-1798 továrny v Saské Kamenici, v belgickém Gentu a (přestavbou textilní tiskárny) v severočeských Verneřicích.
V roce 1800 bylo v Anglii registrováno už více než 40 přádelnických provozů a v 19. století se počet nově otevřených přádelen rychle zvyšoval především v Evropě a USA. Koncem 20. století se však více než 90 % výroby staplových přízí přesunula do oblastí s nízkou úrovní mezd. V Evropě, Českou republiku nevyjímaje, zůstala v 21. století jen nepatrná část kapacit výroby příze.
V roce 2020 dosáhla světová kapacita přádelen 250 milionů vřeten. x Počet přádelen v provozu není nikde evidován, dá se jen odhadnout na řádově 10 000.
(x Včetně přádních jednotek rotorových a tryskových dopřádacích strojů přepočtenými na výkon vřeten prstencových dopřádacích strojů)

## Budova a vybavení přádelny
Až asi do poloviny 20. století se pro výrobu příze stavěly vícepodlažní budovy s výtahy pro dopravu materiálu mezi jednotlivými etážemi. Moderní přádelny jsou umístěny v přízemí jedno- nebo dvouetážových staveb.
Nezbytnou součástí přádelny byla už vždy klimatizace tj. zařízení k udržování konstantní vlhkosti a teploty ovzduší ve výrobních prostorách.
V závislosti na zpracovávaném materiálu a druhu vyráběné příze jsou v přádelnách instalovány stroje v mnoha kombinacích a variantách (výroba probíhá diskontinuálně v cca 5–10 pasážích obsahujících stroje se zčásti velmi rozdílným výkonem). Výrobní cyklus začíná (zpravidla) vlákennou surovinou a končí přízí navinutou na kónické cívce.
Podle "klasického" rozdělení se rozeznávají tři druhy přádelen: bavlnářské (s více než 90 % výrobních kapacit), vlnařské a přádelny lýkových vláken. Vedle těchto jsou ve světě v provozu přádelny s nepatrným podílem na celkovém počtu, které vyrábějí velmi speciální druhy přízí (např. šapové, buretové, z kašmírské vlny, vigoňové aj).
Oddělení speciální údržby a servis (jako sklad a doprava surovin a polotovarů, laboratoř pro provozní zkoušky, broušení mykacích potahů a průtahových válečků, údržba česacích hřebenů, opravy a čištění součástek strojů apod.) jsou také většinou umístěny v budově přádelny.

### Galerie

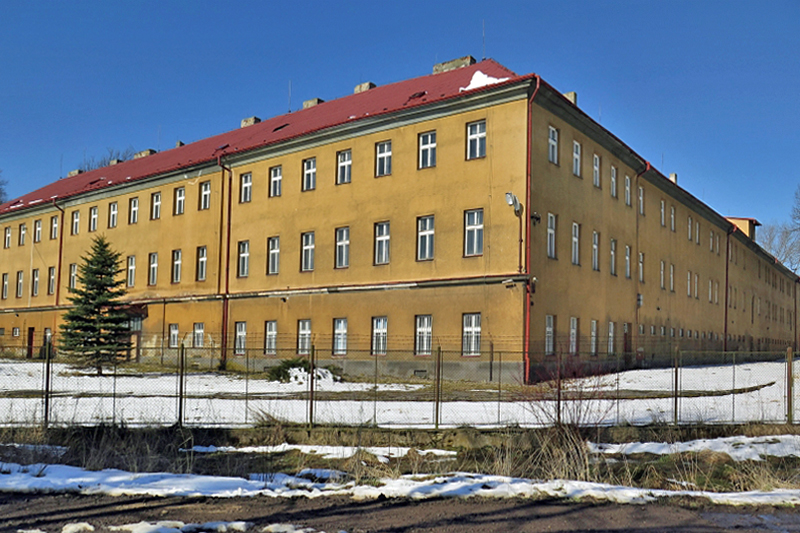
Budova ve Verneřicích, ve které byla (před rekonstrukcí) nejstarší přádelna ve střední Evropě
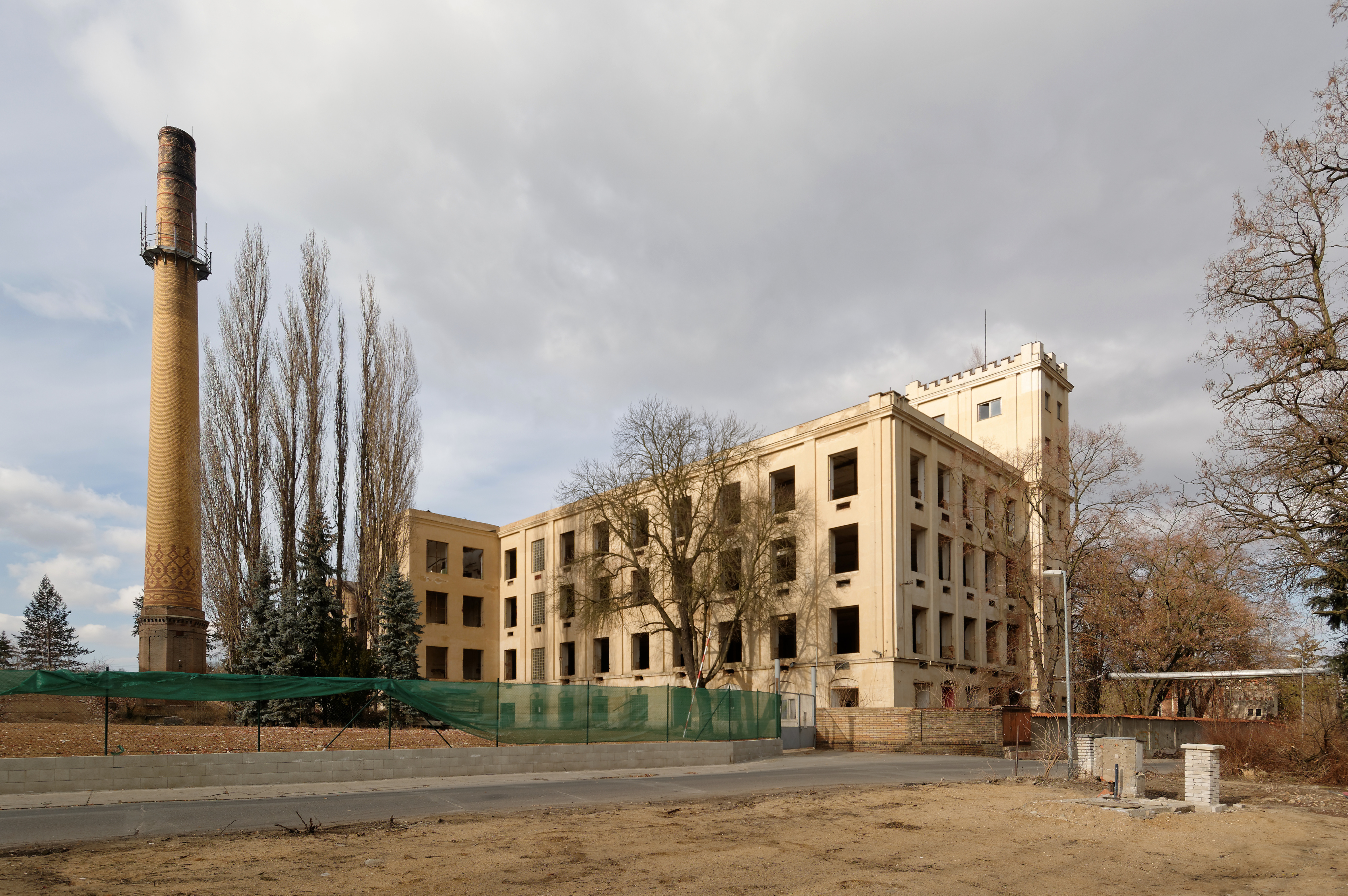
Zaniklá přádelna bavlny Ferdinand Přibyl a synové, Slaný
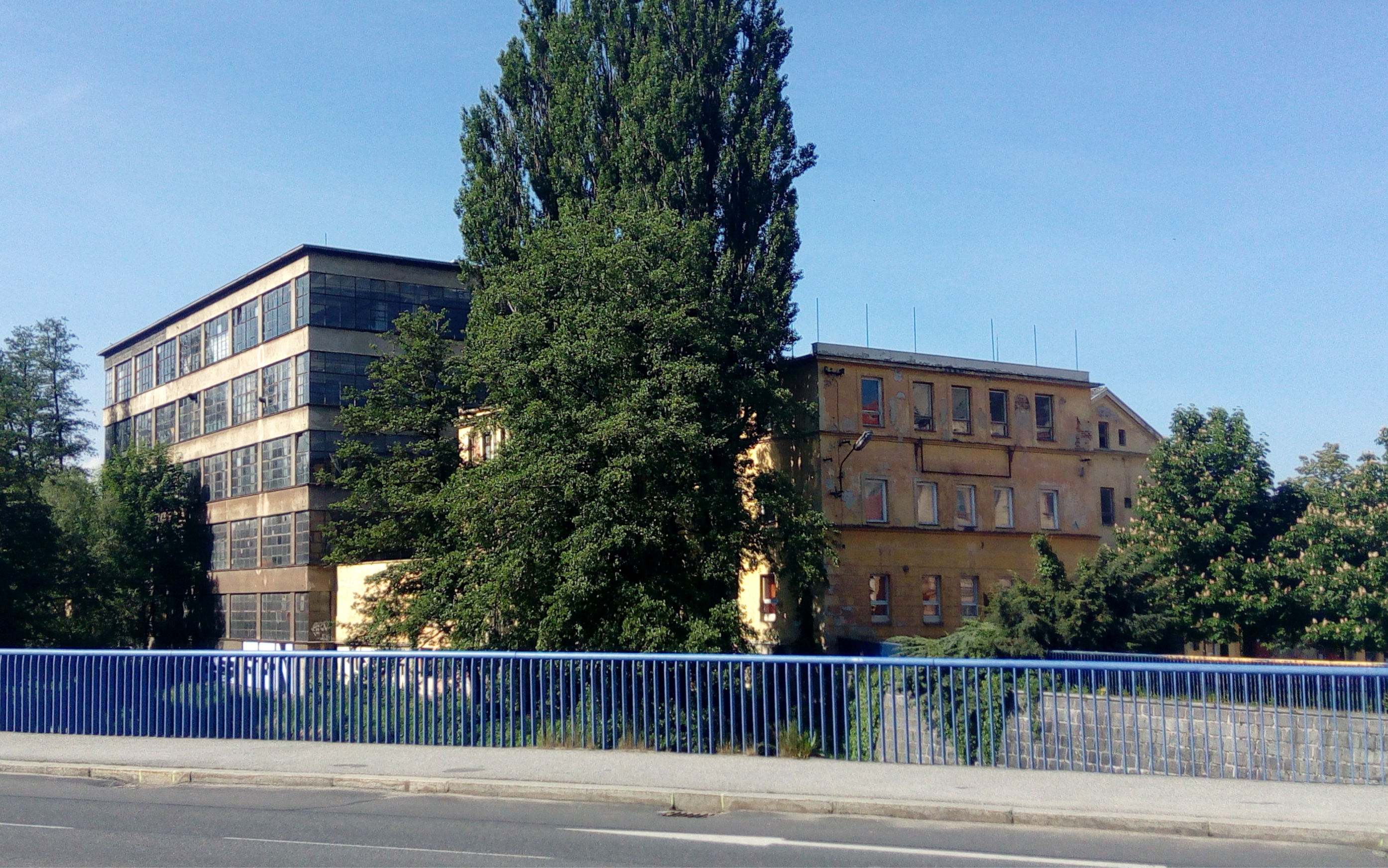
Bývalá vlnařská přádelna ve Strakonicích
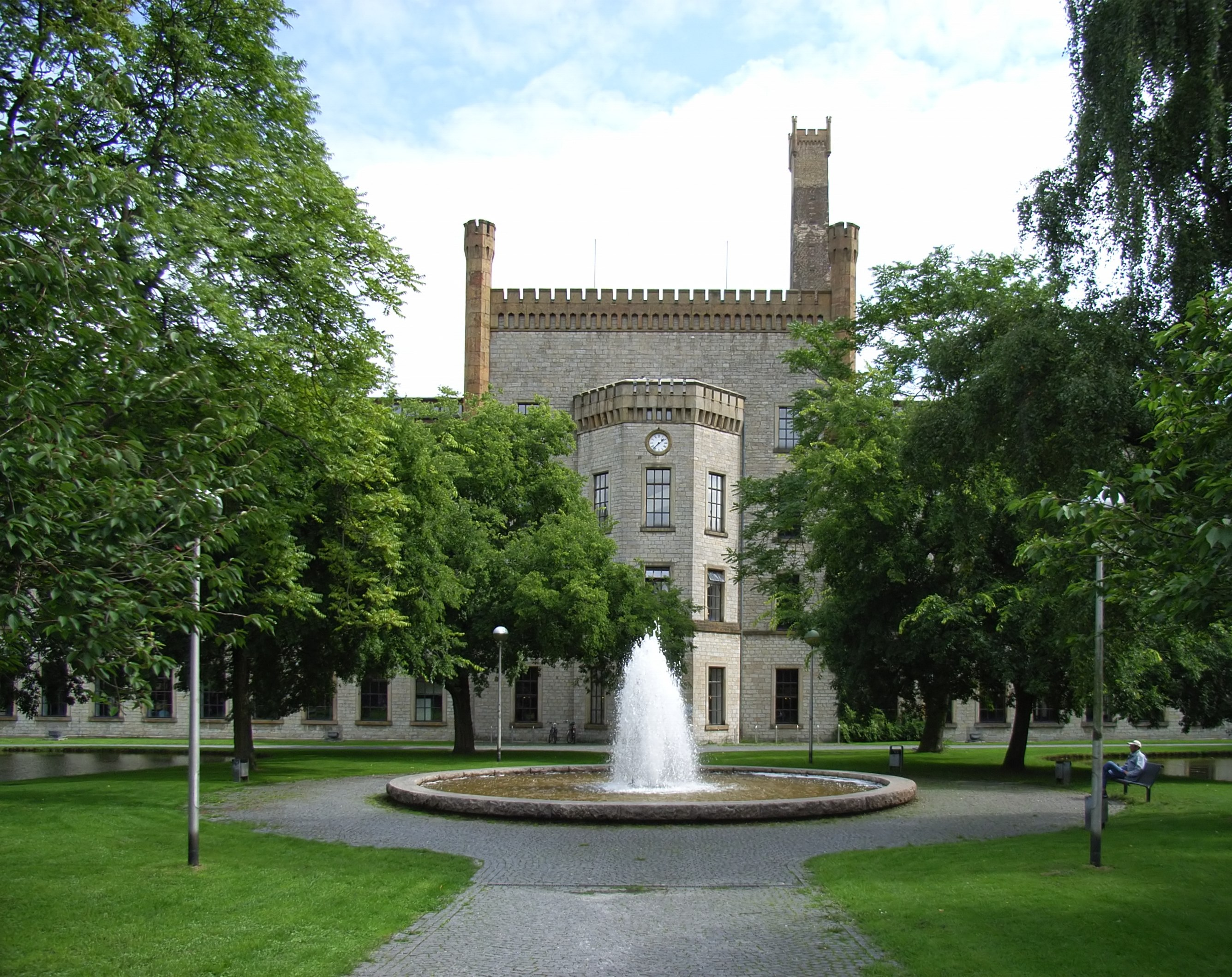
Bývalá přádelna lýkových vláken (Bielefeld, Německo)
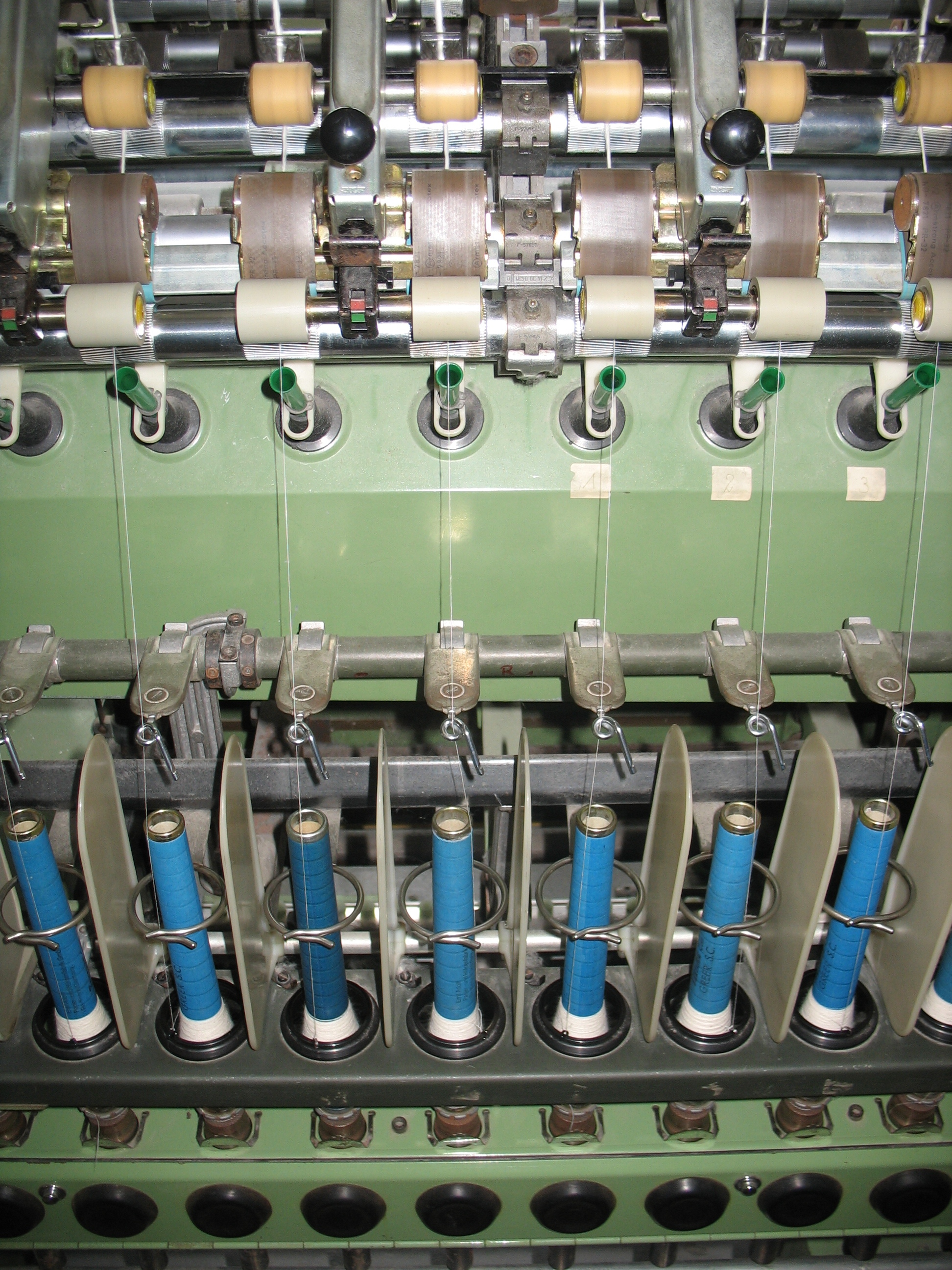
Vřetena (s potáči) na prstencovém dopřádacím stroji – jednotky pro velikost kapacity přádelen